# Yeedzin Football Club
Maillots
Le Yeedzin Football Club (en dzongkha : ཡད་འཛན་ཀང་རལ་བྱེད་ཚགས།), plus couramment abrégé en Yeedzin FC, est un ancien club bhoutanais de football fondé en 2002 et disparu en 2016, et basé à Thimphou, la capitale du pays.
Le club évolue actuellement dans l'A-Division.

## Historique
- 2002 : Fondation du club
- 2008 : Premier titre de champion du Bhoutan
- 2009 : Première participation à la Coupe du président de l'AFC

## Palmarès
| Compétitions nationales                                                  |
| ------------------------------------------------------------------------ |
| - Championnat du Bhoutan (4) : - Champion : 2008, 2010, 2011 et 2012-13. |

## Personnalités du club

### Présidents
- Jigme N Norbu

### Entraîneurs
- Bikash Pradhan

### Anciens joueurs
- Tshering Dendup
- Hari Gurung
- Chencho Gyeltshen